# Алькатрас (телесериал)
«Алькатра́с» (англ. Alcatraz) — американский научно-фантастический драматический телесериал, главные роли в котором исполняют Сара Джонс и Хорхе Гарсиа. Производством пилотной серии занималась компания Bad Robot Productions по сценарию Лиз Сарнофф, Стивена Лилиена и Брайана Винбрандта. Премьера состоялась 16 января 2012 года на телеканале Fox.
9 мая 2012 года Fox объявил, что не будет продлевать сериал на второй сезон.

## Сюжет
В Алькатрас направляются офицер полиции Ребекка Мэдсен (Сара Джонс) и «хиппи гик» Доктор Диего Сото (Хорхе Гарсиа) — всемирный эксперт по Алькатрасу. В наши дни, оба будут расследовать пропажу трёхсот двух человек (46 надзирателей и 256 заключённых), таинственно исчезнувших пятьдесят лет назад.

## В ролях
- Сара Джонс— Ребекка Мэдсен[2]
- Хорхе Гарсиа — Доктор Диего Сото[2]
- Сэм Нилл — Эмерсон Хаузер[2]
- Парминдер Награ — Люси Банерджи[4]
- Джеффри Пирс — Джек Сильвэн[2]
- Роберт Форстер — Рэй Арчер[4]
- Сантьяго Кабрера — Джимми Диккенс[2]
- Джонни Койн — Эдвин Джеймс[2]
- Джейсон Батлер Харнер — И-Би Тиллер[2]

## Критика
На основе двадцати девяти критических рецензий Metacritic поставил сезону средневзвешенную оценку 63 из 100, что означает в целом положительный приём первых эпизодов. Премьерные два эпизода посмотрели в среднем 10,05 млн зрителей в США.

## Эпизоды
| № | Название                                   | Режиссёр       | Автор сценария                                                                            | Дата премьеры   | Произв. код | Зрители в США (млн) |
| --- | ------------------------------------------ | -------------- | ----------------------------------------------------------------------------------------- | --------------- | ----------- | ------------------- |
| 1 | «Pilot» «Пилотный эпизод»                  | Дэнни Кэннон   | Стивен Лильен, Брайан Уинбрандт и Элизабет Сарнофф                                        | 16 января 2012  | 296790      | 10,05               |
| Спустя годы после таинственного исчезновения каждого заключённого из Алькатраса агент ФБР Эмерсон Хаузер и детектив Ребекка Мэдсен оказываются втянуты в случай некоего Джека Силвэйна, который являлся одним из бывших заключённых тюрьмы. В поисках ответов герои привлекают к расследованию эксперта по Алькатрасу, доктора Диего Сото. Поймав Силвэйна, Хаузер сажает его обратно в Алькатрас в нашем времени и говорит, что сидеть один он будет недолго, ведь охота на заключённых началась. |                                            |                |                                                                                           |                 |             |                     |
| 2 | «Ernest Cobb» «Эрнест Кобб»                | Джек Бендер    | Элисон Бэлиан                                                                             | 16 января 2012  | 2J5052      | 10,05               |
| Эрнест Кобб, ещё один заключённый Алькатраса, в нашем времени убивает людей с помощью снайперской винтовки. Мэдсен и Хаузер пытаются остановить его, прежде чем он убьёт большее количество людей, но Люси, помощница Эмерсона, оказывается подстрелена Коббом, в результате чего впадает в кому. Также выясняется, что Люси работала в Алькатрасе в шестидесятые и что с тех пор и до наших дней она, так же как и заключённые, не постарела ни на день                                           |                                            |                |                                                                                           |                 |             |                     |
| 3 | «Kit Nelson» «Кит Нельсон»                 | Джек Бендер    | Дженнифер Джонсон                                                                         | 23 января 2012  | 2J5053      | 9,03                |
| Кит Нельсон, убийца детей, который похищал своих жертв и возвращал их тела домой, снова появляется из прошлого. Доктор Сото доказывает свою ценность в расследовании, найдя следы, которые в итоге привели к убийце. Также оказывается, что самого Сото в детстве похищали. |                                            |                |                                                                                           |                 |             |                     |
| 4 | «Cal Sweeney» «Кэл Суини»                  | Брэд Андерсон  | Роберт Халл                                                                               | 30 января 2012  | 2J5055      | 8,44                |
| Кэл Свинни, грабитель банков из прошлого, провоцирует хаос в настоящем и ставит Ребекку в затруднительное положение. Каким образом она должна вытащить его из банка, не раскрыв при этом факт появления заключённых из 60-х? |                                            |                |                                                                                           |                 |             |                     |
| 5 | «Guy Hastings» «Гай Гастингс»              | Чарльз Бисон   | Стивен Лильен и Брайан Уинбрандт                                                          | 6 февраля 2012  | 2J5056      | 6,91                |
| Появляется первый из числа бывших охранников Алькатраса, Гай Гастингс. Его действия оказываются более жестокими, чем ожидала Ребекка. Также показывается Рэй, дядя Ребекки. |                                            |                |                                                                                           |                 |             |                     |
| 6 | «Paxton Petty» «Пэкстон Петти»             | Пол Эдвардс    | Сценарий: Дженнифер Джонсон Телепостановка: Стивен Лильен, Брайан Уинбрандт и Роберт Халл | 13 февраля 2012 | 2J5058      | 6,24                |
| Специалист по военным минам, Пэкстон Петти, в очередной раз наводит шорох в нашем времени. Теперь Ребекка, Сото и Хаузер должны найти и обезвредить преступника. Меж тем, Хаузер понимает, что Люси не может прийти в себя в больнице и поэтому отдаёт её некоему доктору Бьюгарду. |                                            |                |                                                                                           |                 |             |                     |
| 7 | «Johnny McKee» «Джонни Макки»              | Брэд Тёрнер    | Тони Графия                                                                               | 20 февраля 2012 | 2J5054      | 5,98                |
| Джонни Макки, еще один бывший заключённый Алькатраса, возвращается и начинает отравлять людей в Сан-Франциско, в частности, людей, которые ведут себя как школьные хулиганы. |                                            |                |                                                                                           |                 |             |                     |
| 8 | «The Ames Bros.» «Братья Эймс»             | Ник Копус      | Роберт Халл                                                                               | 5 марта 2012    | 2J5059      | 5,82                |
| Когда братья Герман и Пинки Эймс, которым почти удалось бежать из тюрьмы в 1961 году, возвращаются в наше время, Сото оказывается их заложником в то время, как сами братья жаждут отыскать золото, некогда спрятанное в Алькатрасе. |                                            |                |                                                                                           |                 |             |                     |
| 9 | «Sonny Burnett» «Сонни Бёрнетт»            | Пол Эдвардс    | Сценарий: Тони Графия Телепостановка: Тони Графия и Роберт Халл                           | 5 марта 2012    | 2J5060      | 5,47                |
| Сонни Бёрнетт, который был отправлен в Алькатрас за похищение богатых людей с целью требования выкупа, возвращается. Помимо этого в крови заключённых удаётся найти большое количество серебра, что, как выясняется, напрямую связяно с тайной появления преступников в нашем времени. |                                            |                |                                                                                           |                 |             |                     |
| 10 | «Clarence Montgomery» «Кларенс Монтгомери» | Джек Бендер    | Ли Дана Джексон                                                                           | 12 марта 2012   | 2J5057      | 5,07                |
| После того, как на поле для гольфа найдена женщина, убитая подобно подруге очередного заключённого Кларенса Монтгомери, команда начинает подозревать, что Монтгомери был осуждён за преступление, которое не совершал, и что, вернувшись, он убивает методом, из-за которого и был осуждён. |                                            |                |                                                                                           |                 |             |                     |
| 11 | «Webb Porter» «Уэбб Портер»                | Джек Бендер    | Стивен Лильен, Брайан Уинбрандт                                                           | 19 марта 2012   | 2J5061      | 5,04                |
| Скрипач Уэбб Портер, направленный в Алькатрас за убийство своей матери, которая пыталась утопить его, когда он был маленький, возвращается из прошлого. В результате его появления Люси удаётся вывести из комы с помощью перелитой крови Портера. |                                            |                |                                                                                           |                 |             |                     |
| 12 | «Garrett Stillman» «Гарретт Стиллман»      | Эгиль Эгилссон | Ли Дана Джексон, Колман Херберт                                                           | 26 марта 2012   | 2J5062      | 4,78                |
| Док и Ребекка находят человека, который может дать ответы на все вопросы, связанные с возвращением заключённых. Тем временем Хаузер проводит собственное расследование внутри Алькатраса. |                                            |                |                                                                                           |                 |             |                     |
| 13 | «Tommy Madsen» «Томми Мэдсэн»              | Аарон Липстадт | Дэниэл Пайн, Дженнифер Джонсон                                                            | 26 марта 2012   | 2J6063      | 4,75                |
| Ребекка находит человека, ранее убившего её напарника. Им оказывается бывший заключённый Томми Мэдсэн, родной дедушка Ребекки из прошлого. |                                            |                |                                                                                           |                 |             |                     |